# Morebilus fitton
Morebilus fitton is een spinnensoort uit de familie Trochanteriidae. De soort komt voor in Australië.